# Effet rebond (économie)
Pour les articles homonymes, voir Effet rebond.
L’effet rebond, dont le cas extrême est le paradoxe de Jevons, peut être défini comme « l’augmentation de consommation liée à la réduction des limites à l’utilisation d’une technologie, ces limites pouvant être monétaires, temporelles, sociales, physiques, liées à l’effort, au danger, à l’organisation… ». Il en découle le corollaire suivant : les économies d’énergie ou de ressources initialement prévues par l’utilisation d’une nouvelle technologie sont partiellement ou complètement compensées à la suite d'une adaptation du comportement de la société,. 
Il a une grande importance pour l'établissement, l'évaluation et la mise à jour de stratégies et politiques énergétiques, mais aucune campagne de mesure scientifique à petite ou grande échelle n'a jamais pu mettre en lumière une influence significative de cet effet sur la consommation énergétique.

## Principe
Imaginons une situation où la consommation ne peut augmenter par manque d’argent. Le marché est « plafonné » par le pouvoir d'achat des consommateurs. Arrive une amélioration de l’efficacité des systèmes de production réduisant les coûts par unité. Cette innovation va dégager des économies permettant de consommer plus de produits ou services jusqu’à atteindre à nouveau les limites financières.
L’augmentation de consommation ne se fait pas forcément avec le même type de marchandises : ainsi le gain de performance d'un appareil engendre une réduction des dépenses, qui peuvent être réinvesties dans l’achat d’un autre appareil.

## Définitions

### Définition économique
À l’origine, la définition de l’effet rebond est issue de l’économie. En effet, une meilleure efficacité dans le processus de production d’un produit diminue les coûts par unité produite, ce qui augmente la demande pour ce produit.

### Définition pour l’énergie
C'est en 1865, dans The Coal Question, que l'économiste britannique W. Stanley Jevons met en évidence pour la première fois le mécanisme de rebond pour une ressource énergétique, à savoir le charbon. D'où l'autre nom de l'effet rebond : le paradoxe de Jevons. À partir des années 1980, l’effet rebond a été appliqué à la consommation d'énergie sous le nom de « postulat de Khazzoom-Brookes ». Si un progrès technologique rend un équipement plus efficace en énergie, moins d'énergie est utilisée pour produire la même quantité d'un produit ou service, ce qui permet à l'entreprise de diminuer le prix de vente du produit ou du service. Cependant, la baisse du prix peut augmenter la demande du produit ou service, et alors la quantité produite augmente également. Les économies d'énergie initialement prévues sont donc en partie perdues ; compensées par une plus grande production de cet équipement et une plus grande consommation d'énergie pour faire fonctionner le total de ces équipements.
Par exemple une baisse de prix des lampes ou l'apparition de lampes basse-consommation peut générer d'importantes économies, mais si l’argent économisé est réinvesti en achat de nouveaux luminaires, finalement, autant d'électricité sera peut-être consommée, et la pollution lumineuse ou les nuisances lumineuses auront augmenté. Une étude allemande a ainsi pu constater que si dans l'écrasante majorité des cas, le besoin de lumière n'était pas lié au prix de l'éclairage, il existait une minorité de cas où l'achat d'une ampoule plus lumineuse réduisait les économies d'énergie attendues de quelques pourcents, augmentation infime comparée aux économies réalisées. 

### Élargissement de la définition
D’un point de vue du développement durable, un élargissement de la définition de l’effet rebond « à toute utilisation de ressources ainsi qu’à tous les impacts sur l’environnement » est souhaitable. Une telle définition a été proposée par l’écologiste François Schneider, selon qui l’effet rebond est défini comme « l’augmentation de consommation liée à la réduction des limites à l’utilisation d’une technologie, ces limites pouvant être monétaires, temporelles, sociales, physiques, liées à l’effort, au danger, à l’organisation… ». L’analyse de la consommation est appliquée aux ressources et aux impacts environnementaux, et les paramètres limitants s’élargissent à d’autres paramètres que l’argent. Par exemple : 
- dans le domaine du transport aérien civil, chaque passager consomme aujourd’hui environ trois fois moins de carburant par kilomètre parcouru qu'au début des années 1980, mais cette amélioration d’efficacité a permis une baisse de coût qui a entraîné une « démocratisation » du voyage aérien (augmentation massive du nombre de passagers : plus de 4 milliards en 2017), faisant que malgré la réduction des émissions de gaz à effet de serre (GES) par passager-kilomètre, les émissions totales ont doublé en raison de la forte hausse du trafic aérien[11] ;
- l'éclairage (public notamment) est un autre exemple couramment cité : depuis les années 1830, l’efficacité lumineuse n'a cessé de progresser, avec un coût par unité de lumière (lumen) produite en chute régulière. Ceci s'est traduit par une  hausse exponentielle de l'éclairage (multiplié environ par dix tous les cinquante ans) et de la pollution lumineuse[11].

Il en va de même dans les secteurs de la mobilité, du chauffage, du numérique, de l'agriculture (engrais, pesticides, irrigation, drainage...) et de l'Intelligence artificielle ou encore de l'habillement récemment touché par la fast-fashion). Sans contrôle du rebond, l'augmentation de l’efficacité conduit souvent à une hausse des impacts environnementaux du fait de l'augmentation de la la consommation. Ce constat, bien documenté, conduit au dépassement des limites planétaires et remet en question les approches purement technicistes de la transition écologique, au détriment de la sobriété.

### Effet rebond lié à la frugalité
L’effet rebond lié à la frugalité est lié plus au choix du comportement personnel qu’à l’utilisation d’une nouvelle technologie. En économisant volontairement de l’énergie et des ressources (et donc de l’argent) dans un domaine, la personne peut utiliser les économies d’argent dans un autre domaine. On parle aussi de « compensation de la conscience », lorsque à la suite d'un premier comportement favorable à une faible utilisation d’énergie et de ressources, une personne « se permet » un deuxième comportement de « péché ».

### Effet local, effet global et notion d’effet du revenu
On parle d’effet « local » lorsqu’on analyse l’effet rebond sur un seul produit. L’effet « global » (ou indirect) en revanche considère que le bénéfice obtenu par l’amélioration d’un produit ou service peut être compensé par l’utilisation accrue d’autres produits ou services.
L’intérêt d’une analyse économique est différent de celui d’une analyse environnementale. L’économie s’intéresse naturellement à l’effet local, ou éventuellement à l’effet global, mais pour des biens et services substituables. D’un point de vue du développement durable, l’effet local n’a évidemment pas de sens et l’intérêt porte sur l’effet global. En effet, la pratique nous montre que la plupart des produits et services sont substituables par d’autres produits et services de type complètement différent des premiers, le seul but du consommateur étant d’atteindre le niveau le plus élevé dans la pyramide des besoins de Maslow. Ainsi le chocolat est substituable par du jus d’orange et une voiture de luxe est substituable par des vacances. Cet élargissement de la signification de l’effet rebond est généralement connu par les économistes sous le terme d’effet du revenu : une meilleure efficacité dans l’utilisation des ressources pour la production d’un bien ou d’un service peut aboutir à une baisse du prix, ce qui nous rend plus riche en matière de pouvoir d’achat. Par exemple, le remplacement d’un chauffe-eau électrique par des panneaux solaires thermiques peut réduire les frais d’électricité. Le montant d’argent épargné équivaut à une augmentation des revenus (effet du revenu). Ce montant peut être utilisé soit pour produire plus d’eau chaude (« effet rebond local ») soit pour acheter d’autres biens et services nécessitant eux aussi des ressources pour la production (« effet rebond global »). On peut donc constater que « si la notion d’efficacité énergétique, évidemment souhaitable, s’applique aisément à une machine, l’effet rebond rend donc sa généralisation à un système social beaucoup plus problématique ».

## Mesure de l’effet rebond
Quoique difficile à mesurer, l’effet rebond est généralement exprimé en pourcentage :
{\displaystyle rebond(\%)=1-{\frac {\text{économies réalisées}}{\text{économies prévues}}}}
Ainsi, un effet rebond de 20 % signifie que 20 % du potentiel d’économie d’énergie (ou de ressources) dû à un progrès technique est « perdu » à cause d’une demande accrue du produit ou service.
| amplitude du rebond (%) | Type d'effet            | Remarques |
| ----------------------- | ----------------------- | --- |
| rebond < 0 %            | économie supplémentaire | Lorsque l'effet rebond est négatif, les économies d'énergie (ou de ressources) réalisées sont encore plus importantes que celles prévues. Certains auteurs parlent de « débond ».                                                                |
| rebond = 0 %            | aucun rebond            | Les économies réalisées sont celles prévues par l'amélioration technique. |
| 0 % < rebond < 100 %    | rebond partiel          | Une partie du potentiel d'économie dû au progrès technique est perdue à cause d'une demande accrue du produit. Il s'agit de l'effet rebond le plus répandu.                                                                                      |
| rebond = 100 %          | rebond complet          | La totalité du potentiel d'économie dû au progrès technique est perdue à cause d'une demande accrue du produit. |
| rebond > 100 %          | paradoxe de Jevons      | Le potentiel d’économie d’énergie (ou de ressources) a été surcompensé et donc la demande totale d’énergie (ou de ressources) a augmenté avec l’utilisation de la nouvelle technique. Ce cas de figure est aussi appelé « backfire » en anglais. |

## Exemples

### Transport routier
Le transport routier offre un exemple typique d'effet rebond. D'une part, les progrès techniques ont permis d'améliorer progressivement le rendement des moteurs. Les moteurs thermiques, hybrides et électriques sont plus efficaces, plus sobres et moins polluants. D'autre part, la construction de nouvelles infrastructures routières a permis de diminuer les temps de trajet, et limiter les embouteillages.[réf. nécessaire]
Malgré ces améliorations, à l'échelle de l'Union européenne, on constate une augmentation des émissions de CO2 liées au transport. Entre 1990 et 2005, les émissions ont augmenté de +25 % ; puis, entre 2005 et 2016, les émissions sont restées stables. Les gains liés aux améliorations techniques ont ainsi été totalement absorbés et dépassés par :
- une augmentation du nombre de véhicules : entre 2012 et 2019, en France, +2 % de véhicules lourds, +11 % de véhicules utilitaires, et +6 % de véhicules individuels[17].
- une augmentation du confort des véhicules individuels : la masse moyenne des véhicules vendus en France a augmenté de +25 % entre 1990 et 2007, puis est restée stable entre 2007 et 2020[18].
- une utilisation plus courante de la climatisation, qui entraîne en moyenne, en France, entre +1 % et +7 % d'émissions[19].
- un effet de compensation morale : le consommateur s'autorise à rouler davantage au prétexte que la voiture est moins polluante. Cet effet a été démontré au Japon auprès d'une population ayant acquis une voiture hybride électrique[20].

Dans le cas précis du transport, certaines études économiques semblent montrer que l'effet rebond est davantage lié au temps de trajet (meilleures infrastructures) qu'au coût du carburant (efficacité du véhicule).

### Train à grande vitesse
Dans le domaine des transports l’invention du TGV a permis de voyager plus rapidement, donc de parcourir la même distance en moins de temps. Les voyageurs vont donc de plus en plus loin, compensant ainsi les économies du temps. Ceci est un effet rebond lié à la réduction des limites temporelles.

### Recyclage
L’exemple du recyclage montre qu’une réduction des limites liées à la bonne conscience « a tendance à accroître la circulation de la matière ».

### Numérique

#### Téléphonie mobile
En Suisse, entre 1990 et 2005 la masse moyenne d’un téléphone mobile a été divisée par 4,4. Durant la même période, la masse totale de tous les téléphones utilisés a été multipliée par 8, le nombre d’utilisateurs ayant augmenté beaucoup plus vite que les gains de fabrication.

#### Stockage et traitement d'informations
Les technologies de stockage et de traitement d'information ont énormément progressé ces dernières années (passage du disque dur mécanique aux disques SSD, réseaux, miniaturisation des processeurs,...), ce qui a réduit le coût de traitement unitaire, mais dans le même temps la capacité mondiale de traitement de données a augmenté cinq fois plus vite que la croissance économique.

## Effet débond
À l'inverse du principe évoqué ci-dessus François Schneider introduit le concept d'effet débond qui consisterait à profiter des gains de productivité (performance, vitesse, etc.) en limitant voire en réduisant les besoins. La conjonction de ces deux facteurs (efficacité et limitation des besoins) amène alors un gain en matière de confort, de temps gagné pour les loisirs ou de prélèvement de ressources naturelles non renouvelables.
Ainsi, si l'achat d'une voiture plus sobre et moins polluante ne s'accompagne pas d'une augmentation du nombre de kilomètres parcouru, il en résulte une réduction des dépenses en carburant. Plutôt que d'investir l'économie réalisée sur d'autres postes de consommation, il est possible de choisir de réduire son temps de travail. Ce qui entraîne par là même une seconde réduction des dépenses en carburant[réf. nécessaire].